# Lebbeus indicus
Lebbeus indicus is een garnalensoort uit de familie van de Hippolytidae. De wetenschappelijke naam van de soort is voor het eerst geldig gepubliceerd in 1947 door Holthuis.